# Lista de governadores das unidades federativas do Brasil (2015–2019)
Esta é uma lista dos governadores das 27 unidades federativas do Brasil durante o mandato iniciado em 2015 e finalizado em 2019.
Para efeito de informação foi considerada a extensão dos mandatos originalmente previstos em lei. No caso em tela eles se estenderam de 1 de janeiro de 2015 a 1 de janeiro de 2019.
| Bandeira              | Unidade federativa  | Abreviação | Governador          | Partido   | Mandato | Notas                 |
| --------------------- | ------------------- | ---------- | ------------------- | --------- | --- | --------------------- |
|                       | Acre                | AC         | Tião Viana          | PT        | 2015–2019 | Reeleito em 2.° turno |
|                       | Alagoas             | AL         | Renan Filho         | MDB       | 2015–2019 | Eleito em 1.° turno   |
|                       | Amapá               | AP         | Waldez Góes         | PDT       | 2015–2019 | Eleito em 2.° turno   |
|                       | Amazonas            | AM         | José Melo           | PROS      | 2015–2017 | Reeleito em 2.° turno |
| Amazonino Mendes      | Amazonas            | AM         | PDT                 | 2017-2019 | Eleito em 2º turno de pleito suplementar determinado pelo TSE, considerando a decisão judicial que cassou o mandato do então governador eleito em 2014 |                       |
|                       | Bahia               | BA         | Rui Costa           | PT        | 2015–2019 | Eleito em 1.° turno   |
|                       | Distrito Federal    | DF         | Rodrigo Rollemberg  | PSB       | 2015–2019 | Eleito em 2.° turno   |
|                       | Ceará               | CE         | Camilo Santana      | PT        | 2015–2019 | Eleito em 2.° turno   |
|                       | Espírito Santo      | ES         | Paulo Hartung       | MDB       | 2015–2019 | Eleito em 1.° turno   |
|                       | Goiás               | GO         | Marconi Perillo     | PSDB      | 2015-2018 | Reeleito em 2.° turno |
| José Eliton Júnior    | Goiás               | GO         | PSDB                | 2018–2019 | Assumiu com a renúncia do titular para concorrer ás eleições de 2018                                                                                   |                       |
|                       | Maranhão            | MA         | Flávio Dino         | PCdoB     | 2015–2019 | Eleito em 1.° turno   |
|                       | Mato Grosso         | MT         | Pedro Taques        | PSDB      | 2015–2019 | Eleito em 1.° turno   |
|                       | Mato Grosso do Sul  | MS         | Reinaldo Azambuja   | PSDB      | 2015–2019 | Eleito em 2.° turno   |
|                       | Minas Gerais        | MG         | Fernando Pimentel   | PT        | 2015–2019 | Eleito em 1.° turno   |
|                       | Pará                | PA         | Simão Jatene        | PSDB      | 2015–2019 | Reeleito em 2.° turno |
|                       | Paraíba             | PB         | Ricardo Coutinho    | PSB       | 2015–2019 | Reeleito em 2.° turno |
|                       | Paraná              | PR         | Beto Richa          | PSDB      | 2015–2018 | Reeleito em 1.° turno |
| Cida Borghetti        | Paraná              | PR         | PP                  | 2018–2019 | Assumiu com a renúncia do titular para concorrer ás eleições de 2018                                                                                   |                       |
|                       | Pernambuco          | PE         | Paulo Câmara        | PSB       | 2015–2019 | Eleito em 1.° turno   |
|                       | Piauí               | PI         | Wellington Dias     | PT        | 2015–2019 | Eleito em 1.° turno   |
|                       | Rio de Janeiro      | RJ         | Luiz Fernando Pezão | MDB       | 2015–2019 | Reeleito em 2.° turno |
|                       | Rio Grande do Norte | RN         | Robinson Faria      | PSD       | 2015–2019 | Eleito em 2.° turno   |
|                       | Rio Grande do Sul   | RS         | José Ivo Sartori    | MDB       | 2015–2019 | Eleito em 2.° turno   |
|                       | Santa Catarina      | SC         | Raimundo Colombo    | PSD       | 2015–2019 | Reeleito em 1.° turno |
| Eduardo Pinho Moreira | Santa Catarina      | SC         | MDB                 | 2018–2019 | Assumiu com a renúncia do titular para concorrer ás eleições de 2018                                                                                   |                       |
|                       | Rondônia            | RO         | Confúcio Moura      | MDB       | 2015–2018 | Eleito em 2.° turno   |
| Daniel Pereira        | Rondônia            | RO         | PSB                 | 2018–2019 | Assumiu com a renúncia do titular para concorrer ás eleições de 2018                                                                                   |                       |
|                       | Roraima             | RR         | Suely Campos        | PP        | 2015–2018 | Eleita em 2.° turno   |
| Antônio Denarium      | Roraima             | RR         | PSL                 | 2018–2019 | Assumiu, em 7 de dezembro de 2018, como interventor federal nomeado pelo presidente Michel Temer                                                       |                       |
|                       | São Paulo           | SP         | Geraldo Alckmin     | PSDB      | 2015–2018 | Reeleito em 1.° turno |
| Márcio França         | São Paulo           | SP         | PSB                 | 2018–2019 | Assumiu com a renúncia do titular para concorrer ás eleições de 2018                                                                                   |                       |
|                       | Sergipe             | SE         | Jackson Barreto     | MDB       | 2015–2018 | Reeleito em 1.° turno |
| Belivaldo Chagas      | Sergipe             | SE         | PSD                 | 2018–2019 | Assumiu com a renúncia do titular para concorrer ás eleições de 2018                                                                                   |                       |
|                       | Tocantins           | TO         | Marcelo Miranda     | MDB       | 2015–2018 | Reeleito em 2.° turno |
| Mauro Carlesse        | Tocantins           | TO         | PHS                 | 2018–2019 | Eleito em 2º turno de pleito suplementar determinado pelo TSE, considerando a decisão judicial que cassou o mandato do então governador eleito em 2014 |                       |

## Distribuição partidária
| Partido                                     | N.º de unidades federativas governadas |
| ------------------------------------------- | -------------------------------------- |
| Partido do Movimento Democrático Brasileiro | 6                                      |
| Partido da Social Democracia Brasileira     | 6                                      |
| Partido dos Trabalhadores                   | 5                                      |
| Partido Socialista Brasileiro               | 3                                      |
| Partido Social Democrático                  | 2                                      |
| Partido Democrático Trabalhista             | 2                                      |
| Partido Progressista                        | 1                                      |
| Partido Comunista do Brasil                 | 1                                      |
| Partido Humanista da Solidariedade          | 1                                      |
| Total                                       | 27                                     |